# Dysdera limnos
Dysdera limnos là một loài nhện trong họ Dysderidae.
Loài này thuộc chi Dysdera. Dysdera limnos được Christa Deeleman-Reinhold miêu tả năm 1988.